# Całkowanie numeryczne
Całkowanie numeryczne – metoda numeryczna polegająca na przybliżonym obliczaniu całek oznaczonych. Termin kwadratura numeryczna, często po prostu kwadratura, jest synonimem całkowania numerycznego, w szczególności w odniesieniu do całek jednowymiarowych. Dwu- i wielowymiarowe całkowania nazywane są czasami kubaturami, choć nazwa kwadratura odnosi się również do całkowania w wyższych wymiarach.
Proste metody całkowania numerycznego polegają na przybliżeniu całki za pomocą odpowiedniej sumy ważonej wartości całkowanej funkcji w kilku punktach. Aby uzyskać dokładniejsze przybliżenie dzieli się przedział całkowania na niewielkie fragmenty. Ostateczny wynik jest sumą oszacowań całek w poszczególnych podprzedziałach. Najczęściej przedział dzieli się na równe podprzedziały, ale bardziej wyszukane algorytmy potrafią dostosowywać krok do szybkości zmienności funkcji.

## Metoda prostokątów
Najprostsza z metod kwadraturowych polega na zastosowaniu wzoru
{\displaystyle \int _{x_{0}}^{x_{n}}\!\!f(x)\approx h\sum _{i=0}^{n-1}f(x_{i}+\alpha h),\quad h={\tfrac {x_{n}-x_{0}}{n}},}
w którym {\displaystyle n} jest liczbą podprzedziałow o długości {\displaystyle h.}
Metoda ta ma trzy warianty:
- lewych prostokątów, gdy {\displaystyle \alpha =0,}
- średnich prostokątów, gdy {\displaystyle \alpha ={\tfrac {1}{2}}}   – ten wariant daje najlepsze przybliżenie,
- prawych prostokątów, gdy {\displaystyle \alpha =1.}

Istnieje oczywiście wariant ogólny, gdy {\displaystyle \alpha \in [0,\,1].}

## Metoda trapezów
Metoda trapezów polega na tym, że całkowaną funkcję aproksymujemy liniowo w każdym z podprzedziałów {\displaystyle x_{i+1},\,x_{i},\;i=0,\,1,\,\dots \,n-1} o długości {\displaystyle h={\tfrac {x_{n}-x_{0}}{n}}.} Dzięki temu otrzymujemy po wprowadzeniu oznaczenia {\displaystyle f_{i}\equiv f(x_{i})}
{\displaystyle \int _{x_{0}}^{x_{n}}\!\!f(x)dx\approx \sum _{i=0}^{n-1}{\tfrac {h}{2}}[f(x_{i+1})+f(x_{i}))]=h({\tfrac {1}{2}}f_{0}+f_{1}+f_{2}+\,\dots \,+f_{n-1}+{\tfrac {1}{2}}f_{n}).}
Oszacowanie błędu tej metody wynosi
{\displaystyle R_{n}=\left|\int \limits _{a}^{b}f(x)dx-S_{n}\right|\leqslant {\frac {(b-a)^{3}M'{'}}{12n^{2}}},}
gdzie:
{\displaystyle M'{'}=\max _{\langle a,b\rangle }|f'{'}|.}

## Metoda parabol (Simpsona)
Ta metoda wymaga podzielenia przedziału całkowania na parzystą liczbę {\displaystyle 2n} podprzedziałów, tzn.
{\displaystyle h={\frac {x_{2n}-x_{0}}{2n}},}
{\displaystyle f_{i}=f(x_{i}),\quad x_{i}=x_{0}+ih,\quad i=0,\,1,\,\dots \,2n.}
Stosując kwadratową interpolację Lagrange’a na dwu sąsiadujących podprzedziałach, otrzymujemy
{\displaystyle \int _{x_{i}}^{x_{i+2}}f(x)dx\approx {\tfrac {h}{3}}[f_{i}+4f_{i+1}+f_{i+2}],}
{\displaystyle \int _{x_{0}}^{x_{2n}}f(x)dx\approx {\tfrac {h}{3}}[f_{0}+f_{2n}+4(f_{1}+f_{3}+\,\dots \,+f_{2n-1})+2(f_{2}+f_{4}+\,\dots \,f_{2n-2})].}
Przy całkowaniu funkcji {\displaystyle f(x)\in C^{(4)}} na przedziale {\displaystyle [a,\,b]} błąd metody wynosi
{\displaystyle R=-{\tfrac {(b-a)h^{4}}{180}}f^{IV}(x),\quad x\in [a,\,b].}

## Metoda Gaussa
Istotne podwyższenie dokładności wzorów kwadraturowych można uzyskać, stosując metodę Gaussa. Jej istota polega na minimalizacji błędu kwadratury przez optymalny wybór położenia węzłów {\displaystyle \xi _{i}} oraz wartości wag {\displaystyle {\overline {w}}_{i}} we wzorze kwadraturowym
|  |  | {\displaystyle I(f)=\int _{a}^{b}\!\!f(x)dx={\tfrac {b-a}{2}}\int _{-1}^{1}F(\xi )d\xi ={\tfrac {b-a}{2}}\sum _{i=1}^{n}{\overline {w}}_{i}F(\xi _{i}),} |  | (a) |

w którym {\displaystyle F(\xi )=f({\tfrac {a+b}{2}}+{\tfrac {b-a}{2}}\xi ),\quad dx={\tfrac {b-a}{2}}d\xi .}
Dzięki zastosowanemu we wzorze (a) odwzorowaniu {\displaystyle x={\tfrac {a+b}{2}}+{\tfrac {b-a}{2}}\xi } dowolnego przedziału {\displaystyle (a,\,b)} na standardowy przedział {\displaystyle (-1,\,1),} wzór ten jest uniwersalny ponieważ unikalne wartości {\displaystyle {\overline {w}}_{i},\,\xi _{i}} można stablicować raz na zawsze.
Obliczenie wartości {\displaystyle {\overline {w}}_{i},\,\xi _{i},\;i=1,\,2,\,\dots ,\,n} można przeprowadzić żądając, aby całkowanie procedurą Gaussa jednomianów {\displaystyle x^{k},\;k=0,\,1,\,\dots ,\,2n-1} dawało wyniki ścisłe
|  |  | {\displaystyle \sum _{i=1}^{n}{\overline {w}}_{i}\xi _{i}^{k}\equiv \int _{-1}^{1}\!\!\xi ^{k}d\xi } |  | (b) |

to znaczy aby było dla {\displaystyle k=0,\,1,\,\dots ,2n-1}
{\displaystyle {\overline {w}}_{1}\xi _{1}^{k}+{\overline {w}}_{2}\xi _{2}^{k}+\ldots +{\overline {w}}_{n}\xi _{n}^{k}=p_{k},\quad p_{k}={\tfrac {1-(-1)^{k+1}}{k+1}}.}
Po rozpisaniu otrzymujemy, trudny do rozwiązania, nieliniowy układ {\displaystyle 2n} równań
|  |  | {\displaystyle {\overline {w}}_{1}+{\overline {w}}_{2}+\ldots +{\overline {w}}_{n}=2,} {\displaystyle {\overline {w}}_{1}\xi _{1}+{\overline {w}}_{2}\xi _{2}+\ldots +{\overline {w}}_{n}\xi _{n}=0,} {\displaystyle {\overline {w}}_{1}\xi _{1}^{2}+{\overline {w}}_{2}\xi _{2}^{2}+\ldots +{\overline {w}}_{n}\xi _{n}^{2}={\tfrac {2}{3}},} {\displaystyle {\overline {w}}_{1}\xi _{1}^{3}+{\overline {w}}_{2}\xi _{2}^{3}+\ldots +{\overline {w}}_{n}\xi _{n}^{3}=0,} {\displaystyle .............................} {\displaystyle {\overline {w}}_{1}\xi _{1}^{k}+{\overline {w}}_{2}\xi _{2}^{k}+\ldots +{\overline {w}}_{n}\xi _{n}^{k}={\begin{cases}{\tfrac {2}{k+1}}\;\;{\text{gdy}}\;\;k\;\;{\text{jest parzyste}}\\\;\;0\quad {\text{gdy}}\;\;k\;\;{\text{jest nieparzyste}}\end{cases}}} {\displaystyle .............................} {\displaystyle {\overline {w}}_{1}\xi _{1}^{2n-2}+{\overline {w}}_{2}\xi _{2}^{2n-2}+\ldots +{\overline {w}}_{n}\xi _{n}^{2n-2}={\tfrac {2}{2n-1}},} {\displaystyle {\overline {w}}_{1}\xi _{1}^{2n-1}+{\overline {w}}_{2}\xi _{2}^{2n-1}+\ldots +{\overline {w}}_{n}\xi _{n}^{2n-1}=0,} |  | (c) |

określający {\displaystyle 2n} wartości {\displaystyle {\overline {w}}_{i},\,\xi _{i}.}
W poniższej tabeli zestawiono obliczone wartości parametrów {\displaystyle {\overline {w}}_{i},\,\xi _{i}} dla wielomianów stopni {\displaystyle n\leqslant 8.}
| {\displaystyle {}\;n\;{}} | {\displaystyle \xi _{1};\,\xi _{n}} | {\displaystyle \xi _{2};\,\xi _{n-1}} | {\displaystyle \xi _{3};\,\xi _{n-2}} | {\displaystyle \xi _{4};\,\xi _{n-3}} |
| 1                         | 0                                   |                                       |                                       |                                       |
| 2                         | {\displaystyle \mp 0{,}57735027}    |                                       |                                       |                                       |
| 3                         | {\displaystyle \mp 0{,}77459667}    | 0                                     |                                       |                                       |
| 4                         | {\displaystyle \mp 0{,}86113631}    | {\displaystyle \mp 0{,}33998104}      |                                       |                                       |
| 5                         | {\displaystyle \mp 0{,}90617985}    | {\displaystyle \mp 0{,}53846931}      | 0                                     |                                       |
| 6                         | {\displaystyle \mp 0{,}93246951}    | {\displaystyle \mp 0{,}66120939}      | {\displaystyle \mp 0{,}23861919}      |                                       |
| 7                         | {\displaystyle \mp 0{,}94910791}    | {\displaystyle \mp 0{,}74153119}      | {\displaystyle \mp 0{,}40584515}      | 0                                     |
| 8                         | {\displaystyle \mp 0{,}96028986}    | {\displaystyle \mp 0{,}79666648}      | {\displaystyle \mp 0{,}52553242}      | {\displaystyle \mp 0{,}18343464}      |

| {\displaystyle {}\;n\;{}} | {\displaystyle {\overline {w}}_{1};\,{\overline {w}}_{n}} | {\displaystyle {\overline {w}}_{2};\,{\overline {w}}_{n-1}} | {\displaystyle {\overline {w}}_{3};\,{\overline {w}}_{n-2}} | {\displaystyle {\overline {w}}_{4};\,{\overline {w}}_{n-3}} |
| 1                         | {\displaystyle 2}                                         |                                                             |                                                             |                                                             |
| 2                         | {\displaystyle 1}                                         |                                                             |                                                             |                                                             |
| 3                         | {\displaystyle 0{,}55555556}                              | {\displaystyle 0{,}88888889}                                |                                                             |                                                             |
| 4                         | {\displaystyle 0{,}34785484}                              | {\displaystyle 0{,}65214516}                                |                                                             |                                                             |
| 5                         | {\displaystyle 0{,}23692688}                              | {\displaystyle 0{,}47862868}                                | {\displaystyle 0{,}56888889}                                |                                                             |
| 6                         | {\displaystyle 0{,}17132450}                              | {\displaystyle 0{,}36076158}                                | {\displaystyle 0{,}46791394}                                |                                                             |
| 7                         | {\displaystyle 0{,}12948496}                              | {\displaystyle 0{,}27970540}                                | {\displaystyle 0{,}38183006}                                | {\displaystyle 0{,}41795918}                                |
| 8                         | {\displaystyle 0{,}10122854}                              | {\displaystyle 0{,}22238104}                                | {\displaystyle 0{,}31370664}                                | {\displaystyle 0{,}36268378}                                |

Cytowany w literaturze sposób rozwiązania układu równań (c) polega na spostrzeżeniu, że dla dowolnie przyjętych wartości liczbowych {\displaystyle \xi _{1}<\xi _{2}<\,\dots \,<\xi _{n}} macierz współczynników {\displaystyle \xi _{i}^{k},} pierwszych {\displaystyle n} równań tego układu, jest macierzą Vandermonde’a. Dzięki temu wiadomo, że istnieje jednoznacznie określone rozwiązanie {\displaystyle w_{i},\;i=1,\,2,\,\dots \,n.} Kwestią otwartą pozostaje jednak wyznaczenie optymalnych wartości {\displaystyle \xi _{i}.}
W tym celu warunek (b) modyfikuje się do postaci obowiązującej dla wielomianów stopnia {\displaystyle N=n+k,\;k=0,\,1,\,\dots ,\,n-1.}
|  |  | {\displaystyle \sum _{i=1}^{n}w_{i}\xi _{i}^{k}P_{n}(\xi _{i})\equiv \int _{-1}^{1}\!\!\xi ^{k}P_{n}(\xi )d\xi ,\quad k=0,\,1,\,\dots \,n-1,} |  | (d) |

gdzie {\displaystyle P_{n}(x)} jest wielomianem stopnia {\displaystyle n.}
Całka we wzorze (d) zeruje się, gdy wielomiany {\displaystyle P_{n}(x)} są ortogonalne z jednomianami {\displaystyle x^{k}} dla {\displaystyle k<n,} przy {\displaystyle x\in (-1,\,1).} Dokładnie taką własność mają wielomiany Legendre’a. Dla nich mamy wtedy zamiast (d)
|  |  | {\displaystyle \sum _{i=1}^{n}w_{i}\xi _{i}^{k}P_{n}(\xi _{i})\equiv 0,\quad k=0,\,1,\,\dots \,n-1.} |  | (e) |

Ten warunek jest spełniony tożsamościowo dla dowolnych wartości {\displaystyle w_{i},} gdy {\displaystyle \xi _{i}} są pierwiastkami wielomianu Legendre’a {\displaystyle n}-tego stopnia, wtedy bowiem {\displaystyle P_{n}(\xi _{i})\equiv 0,\;i=1,\,2,\,\dots \,n.}

## Metody losowe
Do przybliżonego obliczania całki oznaczonej można również wykorzystać metody probabilistyczne. Należy pamiętać jednak, że wynik takiego całkowania jest też zmienną losową.
- Monte Carlo

Idea opiera się na policzeniu pola pod wykresem funkcji dla {\displaystyle f(x)>0} i odjęciu pola nad wykresem dla {\displaystyle f(x)<0}
- probabilistyczna

{\displaystyle \int \limits _{a}^{b}f(x)dx\approx {\frac {b-a}{n}}\sum _{i=1}^{n}f(x_{i}),}
{\displaystyle x_{i}} jest losowo wybierane z przedziału {\displaystyle <a,b>,}
{\displaystyle n} określa liczność próbki.

## Przykłady

### Przykład – metoda prostokątów
Spróbujmy scałkować funkcję {\displaystyle \cos(x)} na przedziale od 0 do 1. Ponieważ da się ją scałkować analitycznie, znamy dokładny wynik i możemy łatwo obliczać błąd przybliżenia różnych metod całkowania. Z dokładnością do 10 miejsc dziesiętnych prawidłowy wynik wynosi:
{\displaystyle \int \limits _{0}^{1}\cos(x)dx=\sin(1)-\sin(0)=0{,}8414709848.}
Całkowanie numeryczne za pomocą zasady punktu środkowego da nam wynik:
{\displaystyle \int \limits _{0}^{1}\cos(x)dx\approx (1-0)\cos \left({\frac {1}{2}}\right)=0{,}8775825619,}
co daje błąd 0,0361115771 (błąd względny 4,3%) – niewielki jak na tak prostą metodę, jednak oczywiście niezadowalający do wielu zastosowań.
Żeby uzyskać lepsze przybliżenia możemy podzielić przedział całkowania:
{\displaystyle \int \limits _{0}^{1}\cos(x)dx=\int \limits _{0}^{1/2}\cos(x)dx+\int \limits _{1/2}^{1}\cos(x)dx\approx }
{\displaystyle {}\quad \approx \left({\frac {1}{2}}-0\right)\cos \left({\frac {1}{4}}\right)+\left(1-{\frac {1}{2}}\right)\cos \left({\frac {3}{4}}\right)=0{,}8503006452}
z błędem bezwzględnym 0,0088296604 lub względnym 1%.
Dzieląc przedział całkowania na więcej fragmentów, możemy uzyskać lepsze przybliżenie:
| Liczba części | Wynik        | Błąd         | Błąd     |
| Liczba części | Wynik        | bezwzględny  | względny |
| ------------- | ------------ | ------------ | -------- |
| 1             | 0,8775825619 | 0,0361115771 | 4,29%    |
| 2             | 0,8503006452 | 0,0088296604 | 1,05%    |
| 4             | 0,8436663168 | 0,0021953320 | 0,26%    |
| 8             | 0,8420190672 | 0,0005480824 | 0,07%    |
|               | 0,8414709848 | 0            | 0%       |

### Przykład 2
Całkowanie numeryczne przebiegów czasowych. Spróbujmy scałkować spróbkowany przebieg {\displaystyle \sin(t)} na przedziale od 0 do {\displaystyle 4\cdot \pi } [s]. Oznaczmy częstotliwość próbkowania przebiegu przez {\displaystyle f_{p}} [Hz].
Do obliczeń wykorzystamy metodę prostokątów. Średnica podziału {\displaystyle t_{p}={\frac {1}{f_{p}}}=t_{i+1}-t_{i}} wynosi 1. Niech {\displaystyle X_{i}(t)} oznacza próbkę po całkowaniu. Każdy wyraz {\displaystyle X_{i}} można obliczyć jako sumę częściową:
{\displaystyle X_{i}=\sum _{n=0}^{i}x_{i}(t)t_{p}.}